# Ádahooníłígíí
Ádahooníłígíí (átàhòːníɬíkíː en navaho "ocurrències a la zona/esdeveniments actuals") era un periòdic mensual que va aparèixer al sud-oest dels Estats Units en la dècada de 1940 i principi de 1950. Després del Cherokee Phoenix, va ser el segon diari que circulava amb regularitat als Estats Units, que era escrit en una llengua dels amerindis dels Estats Units. Va ser el primer diari publicat en navaho, i fins a la data, i encara és l'única publicació periòdica que s'havia escrit íntegrament en navajo.

## Història
Ádahooníłígíí fou publicat per l'Agència Navajo de la Bureau of Indian Affairs a Window Rock, Arizona i va contribuir a l'estandardització de l'ortografia navajo, ja que els únics textos àmpliament disponibles destinats al públic navajo fins a aquest moment havien estat les publicacions religioses i parts de la Diyin God Bizaad (Bíblia). El primer exemplar aparegué en 1943. El diari fou editat per Robert W. Young i William Morgan, Sr. qui havien treballat a The Navajo Language: A Grammar and Colloquial Dictionary que servia com a referència estandarditzant fins aleshores.
El diari s'imprimia en un sol full doblegat de paper de diari i es distribuïa a través de les sales capitulars. De 1943 a 1947, fou escrit únicament en navajo; després els articles erne escrits en navajo i anglès o amb un resum del contingut en anglès. En els primers anys, la funció editorial principal del periòdic era transmetre les opinions de "Wááshindoon" pel que fa a Segona Guerra Mundial al poble navaho i proporcionar una connexió entre els Navajos que van servir en l'exèrcit dels Estats Units i els que s'havien quedat a casa.
A mesura que els efectes de la Política de terminació índia del govern federal afectaren la Nació Navajo, el finançament del diari fou retirat i Ádahooníłígíí cessà la seva publicació en 1957. Poc després, el Navajo Times, escrit en anglès, començà a ser publicat, i segueix sent el principal mitjà d'impressió de la Nació Navajo fins avui.